# Val-du-Faby
Val-du-Faby es una comuna francesa situada en el departamento de Aude, de la región de Occitania.

## Geografía
Está ubicada en el piedemonte pirenaico y el alto valle del río Aude, a 12 km al sur de Limoux.

## Historia
La comuna nueva fue creada el 1 de enero de 2019, con la unión de las comunas de Fa y Rouvenac, pasando a estar el ayuntamiento en la antigua comuna de Fa.